# Denver

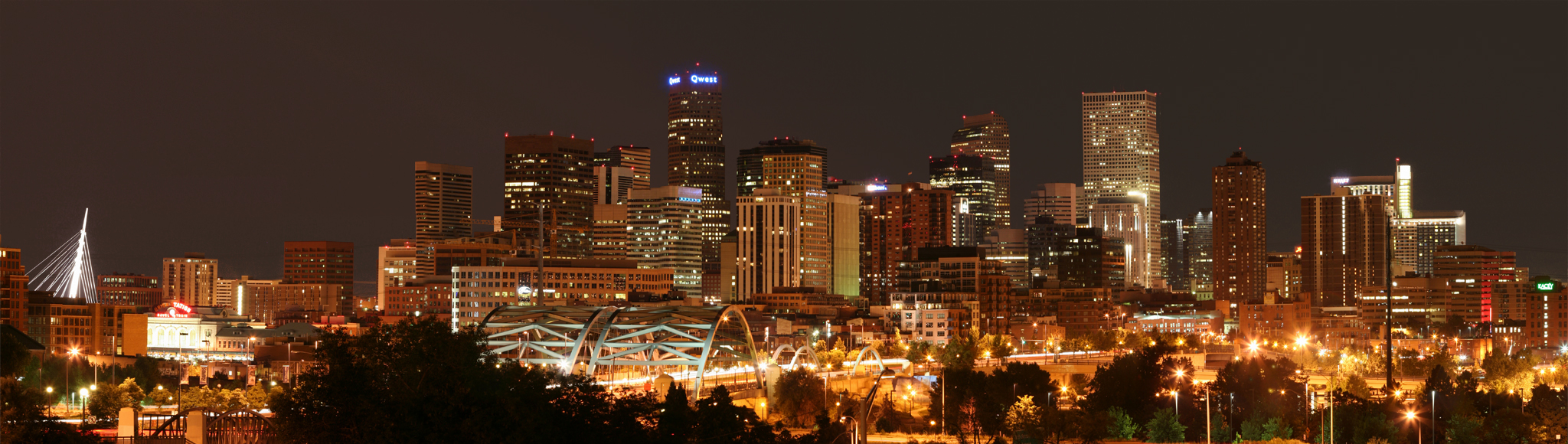
Denver ban đêm

Vị trí của Denver, Colorado

Thành phố và Quận Denver là thủ phủ và thành phố lớn nhất của tiểu bang Colorado, Hoa Kỳ.
Thành phố nằm ở phía bắc bang Colorado, trong khu vực thung lũng sông Platte, rìa phía tây của vùng đồng bằng cao(Great Plains) giáp với chân đồi của dãy núi Rocky, cách núi Rocky 12 miles (19 km) về phía đông. Quận trung tâm của thành phố nằm ở khu vực mà Cherry Creek đổ vào South Platte. Với dân số 715,522 người, đây là thủ phủ bang đông dân thứ 5 và là thành phố đông dân thứ 19 của Hoa Kỳ. Đây là thành phố đầu tiên của vùng đô thị Front Range, kéo dài từ Wyoming đến New Mexico. 

## Địa lý
Denver nằm ở trung tâm của Hành lang Đô thị Dãy Trước, giữa Dãy núi Rocky ở phía tây và Cao nguyên ở phía đông. Địa hình của Denver bao gồm các đồng bằng ở trung tâm thành phố với các khu vực đồi núi ở phía bắc, phía tây và phía nam. Tại cuộc Điều tra dân số Hoa Kỳ năm 2020 , Thành phố và Quận Denver có tổng diện tích là 99.025 mẫu Anh (400,739 km² ) bao gồm 1.057 mẫu Anh (4,276 km² ) nước. [11] Thành phố và Quận Denver chỉ được bao quanh bởi ba quận khác: Quận Adams ở phía bắc và phía đông, Quận Arapahoe ở phía nam và phía đông, và Quận Jefferson ở phía tây.
Mặc dù biệt danh của Denver là "Thành phố cao một dặm" vì độ cao chính thức của nó là một dặm so với mực nước biển, được xác định bằng độ cao của điểm chuẩn trên các bậc thang của tòa nhà Quốc hội, độ cao của toàn thành phố dao động từ 5,130. đến 5.690 feet (1.560 đến 1.730 m). Denver nằm cách điểm gần nhất của Vịnh California, đại dương gần thành phố nhất, 750 dặm (1.200 km).

### Vùng lân cận
Xem thêm: Danh sách các vùng lân cận Denver
78 khu vực lân cận chính thức của Denver
Khu phố hồ Sloans vào mùa đông
Tính đến tháng 1 năm 2013, Thành phố và Quận Denver đã xác định 78 khu dân cư chính thức mà thành phố và các nhóm cộng đồng sử dụng để lập kế hoạch và quản lý. [47] Mặc dù việc phân định ranh giới khu vực lân cận của thành phố hơi tùy tiện, nhưng nó gần như tương ứng với các định nghĩa được cư dân sử dụng. Không nên nhầm lẫn các "khu phố" này với các thành phố hoặc vùng ngoại ô, chúng có thể là các thực thể riêng biệt trong khu vực tàu điện ngầm.
Đặc điểm của các khu dân cư thay đổi đáng kể từ cái này sang cái khác và bao gồm mọi thứ, từ những tòa nhà chọc trời lớn đến những ngôi nhà từ cuối thế kỷ 19 đến những khu phát triển hiện đại theo phong cách ngoại ô. Nói chung, các khu vực lân cận gần trung tâm thành phố dày đặc hơn, lâu đời hơn và chứa nhiều vật liệu xây dựng bằng gạch hơn. Nhiều khu phố cách xa trung tâm thành phố được phát triển sau Thế chiến thứ hai, và được xây dựng bằng vật liệu và phong cách hiện đại hơn. Một số khu vực lân cận thậm chí xa trung tâm thành phố hơn, hoặc các khu đất được tái phát triển gần đây ở bất kỳ đâu trong thành phố, có đặc điểm rất ngoại ô hoặc là những khu đô thị mới phát triển cố gắng tạo lại cảm giác của các khu phố cũ.
Denver không có các ký hiệu khu vực lớn hơn, không giống như Thành phố Chicago , nơi có các khu vực lớn hơn là nơi chứa các khu dân cư (ví dụ: Phía Tây Bắc). Cư dân Denver sử dụng các thuật ngữ "phía bắc", "phía nam", "phía đông" và "phía tây". [48]
Denver cũng có một số khu vực lân cận không được phản ánh trong địa giới hành chính. Những vùng lân cận này có thể phản ánh cách mọi người trong một khu vực xác định chính họ hoặc họ có thể phản ánh cách những người khác, chẳng hạn như các nhà phát triển bất động sản, đã xác định các khu vực đó. Các khu phố phi hành chính nổi tiếng bao gồm LoDo lịch sử và thời thượng (viết tắt của "Lower Downtown"), một phần của khu phố Union Station của thành phố ; Uptown, nằm giữa Đồi Bắc Capitol và Công viên Thành phố phía Tây ; Công viên Curtis, một phần của khu phố Five Points ; Alamo Placita , phần phía bắc của khu phố Speer ; Đồi công viên, một ví dụ thành công về sự hòa nhập chủng tộc có chủ đích; [49] và Tam giác vàng , ở Trung tâm hành chính.
===Khí hậu 
Denver nằm trong vùng khí hậu lục địa ẩm ( phân loại khí hậu Köppen : Dfa / Dfb ), giáp với khí hậu bán khô hạn lạnh ( phân loại khí hậu Köppen : BSk ), [53] mặc dù có thể tìm thấy các vi khí hậu cận nhiệt đới . [54] [55] Nó có bốn mùa rõ rệt và nhận được phần lớn lượng mưa từ tháng 4 đến tháng 8. Do nằm trong đất liền trên Cao nguyên , dưới chân Dãy núi Rocky , khu vực này có thể chịu sự thay đổi đột ngột của thời tiết. [56]
Tháng 7 là tháng ấm nhất, với nhiệt độ cao trung bình là 89 °F (31,7 °C). [57] Mùa hè dao động từ ấm đến nóng, thỉnh thoảng, đôi khi nghiêm trọng, giông bão vào buổi chiều và nhiệt độ cao lên tới 90 °F (32 °C) vào 38 ngày hàng năm và đôi khi 100 °F (38 °C). Tháng 12, tháng lạnh nhất trong năm, có nhiệt độ cao trung bình hàng ngày là 46 °F (7,8 °C). Mùa đông bao gồm các giai đoạn tuyết và nhiệt độ rất thấp xen kẽ với các giai đoạn thời tiết ôn hòa hơn do hiệu ứng ấm lên của gió Chinook . Vào mùa đông, nhiệt độ cao nhất vào ban ngày đôi khi vượt quá 60 °F (16 °C), nhưng chúng cũng thường không đạt đến 32 °F (0 °C) trong thời gian thời tiết lạnh giá. Đôi khi, nhiệt độ cao nhất vào ban ngày thậm chí có thể không tăng lên trên 0 °F (-18 °C) do khối không khí ở Bắc Cực. [58]Vào những đêm lạnh nhất trong năm, nhiệt độ thấp nhất có thể xuống tới −10 °F (−23 °C) hoặc thấp hơn. Tuyết rơi phổ biến trong suốt cuối mùa thu, mùa đông và đầu mùa xuân, trung bình là 53,5 inch (136 cm) trong giai đoạn 1981–2010, [59] tuy nhiên vào mùa đông năm 2021, Denver bắt đầu tháng 12 mà lần đầu tiên trong lịch sử không có tuyết rơi. . [60] Cửa sổ trung bình cho lượng tuyết có thể đo được (≥0,1 inch hoặc 0,25 cm) là từ ngày 17 tháng 10 đến ngày 27 tháng 4; tuy nhiên, lượng tuyết có thể đo được đã rơi ở Denver sớm nhất là vào ngày 4 tháng 9 và muộn nhất là vào ngày 3 tháng 6. [61] Các vùng nhiệt độ cực đoan từ −29 °F (−34 °C) vào ngày 9 tháng 1 năm 1875, lên đến 105 °F ( 41 °C) gần đây nhất là ngày 28 tháng 6 năm 2018. [62] Do vị trí thung lũng của thành phố và sự khô cằn, sự thay đổi nhiệt độ vào ban ngàylớn trong suốt cả năm.
Lốc xoáy hiếm khi xảy ra ở phía tây của hành lang I-25; tuy nhiên, một ngoại lệ đáng chú ý là một cơn lốc xoáy F3 tấn công 4,4 dặm về phía nam trung tâm thành phố vào ngày 15 tháng 6 năm 1988. Mặt khác, các vùng ngoại ô phía đông Denver và phần mở rộng về phía đông-đông bắc của thành phố ( Sân bay Quốc tế Denver ) có thể thấy một vài cơn lốc xoáy, các cơn lốc xoáy đổ bộ thường yếu , vào mỗi mùa xuân và mùa hè, đặc biệt là trong tháng 6 với sự tăng cường của Vùng xoáy thuận hội tụ Denver (DCVZ). DCVZ, còn được gọi là Lốc xoáy Denver, là một xoáy thuận biến đổi của luồng không khí hình thành bão thường được tìm thấy ở phía bắc và phía đông của trung tâm thành phố, và thường bao gồm sân bay. [63] [64] Thời tiết nặng nề từ DCVZ có thể làm gián đoạn hoạt động của sân bay.[65] [66] Trong một nghiên cứu xem xét các hiện tượng mưa đá ở các khu vực có dân số ít nhất 50.000 người, Denver được phát hiện là xếp hạng thứ 10 trong lục địa Hoa Kỳ . [67] Trên thực tế, Denver đã nhận được 3 trong số 10 trận mưa đá lớn nhất trong lịch sử Hoa Kỳ, xảy ra vào ngày 11 tháng 7 năm 1990; Ngày 20 tháng 7 năm 2009; và ngày 8 tháng 5 năm 2017, tương ứng.
Dựa trên số liệu trung bình trong 30 năm thu được từ Trung tâm Dữ liệu Khí hậu Quốc gia của NOAA cho các tháng 12, 1 và 2, Weather Channel xếp hạng Denver là thành phố lớn thứ 18 của Hoa Kỳ tính đến năm 2014 . [68]
Trạm thời tiết chính thức của Denver nằm tại Sân bay Quốc tế Denver, cách trung tâm thành phố khoảng 20 dặm. Một phân tích năm 2019 cho thấy nhiệt độ trung bình tại Sân bay Quốc tế Denver, 50,2 °F (10 °C), mát hơn đáng kể so với trung tâm thành phố, 53,0 °F (12 °C). Nhiều vùng ngoại ô cũng có nhiệt độ ấm hơn và có tranh cãi liên quan đến vị trí của các kết quả đo nhiệt độ chính thức
Một trong những khu phố mới hơn của Denver được xây dựng trên địa điểm cũ của Sân bay Quốc tế Stapleton, được đặt theo tên của cựu thị trưởng Denver Benjamin Stapleton, người từng là thành viên của Ku Klux Klan. [50] Vào năm 2020, hiệp hội cộng đồng của khu phố đã bỏ phiếu để đổi tên khu phố từ Stapleton thành Công viên Trung tâm [51] (xem thêm trong phần Chính trị bên dưới). Bản thân khu vực Công viên Trung tâm có 12 "khu phố" trong ranh giới của nó. [52]

## Thành phố kết nghĩa
- Brest, Pháp (1948)
- Takayama, Nhật Bản (1960)
- Nairobi, Kenya (1975)
- Karmiel, Israel (1977)
- Cuernavaca, México (1983)
- Potenza, Ý (1983)
- Chennai, Ấn Độ (1984)
- Côn Minh, Trung Quốc (1985)
- Aksum, Ethiopia (1995)
- Ulan Bator, Mông Cổ (2001)